# KÖStV Austria Wien
Die Katholische Österreichische Studentenverbindung Austria Wien (KÖStV Austria Wien) ist eine 1876 gegründete, farbentragende und nichtschlagende Studentenverbindung und Mitglied des Österreichischen Cartellverbandes (ÖCV). Sie ist damit die älteste katholische und nichtschlagende Studentenverbindung in Wien.

## Geschichte

### Gründung
Als Gegenzug zu liberalen und deutschnationalen Verbindungen wurde der Katholisch gesellige Studentenverein am 21. November 1876 gegründet. Im Jahr 1880 wählte man den Namen Austria als Bekenntnis zur österreichischen Monarchie sowie den Wahlspruch pro aris et focis. Trotz des prinzipiellen Festhalten am Vereinscharakter entwickelte sich die Austria Wien zu einer Verbindung, so wurden Kneipen und Kommerse abgehalten, seit 1878 sind bereits Kneipnamen nachzuweisen. Im Jahre 1882 wurde der Zirkel angenommen und etwas später der Duz-Comment eingeführt. Auch die Errichtung des Fuxmajors und des Leibverhältnisses wurden zu dieser Zeit aus dem Korporationswesen übernommen. Die Austria wurde somit die erste katholische Studentenverbindung auf Wiener Hochschulboden.
Am 26. Oktober 1889 kam es zur nach der Verbindung benannten Austernschlacht, bei der Angehörige der Austria sowie der KaV Norica Wien von 600 bis 800 feindlich gesinnten national-freiheitlichen Studenten auf der Uni zusammengeschlagen wurden. Insgesamt gab es 23 Verletzte. Der Name bezieht sich auf die Angehörigen der Austria, die eben als Wiener Austern angesprochen werden.

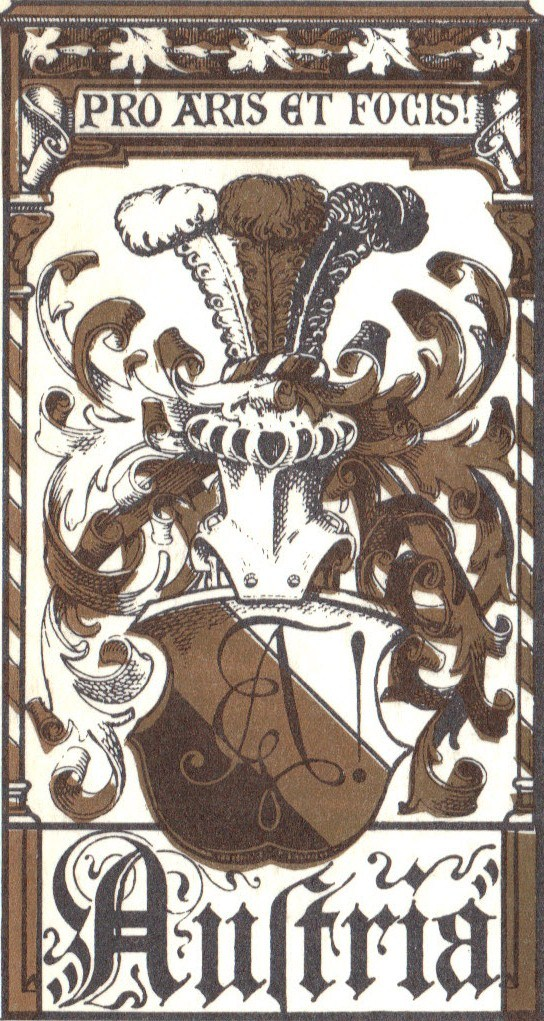
Verbindungswappen um 1900

### Verbandsgründungen
Die bedeutende Vorherrschaft der Liberalen auf akademischem Boden bewirkte eine katholische Gegenbewegung. Wie die AV Austria Innsbruck schloss sich auch die 1883 sezessierte KaV Norica Wien sofort dem deutschen Cartellverband an. Das Ziel der Austria Wien hingegen war es, alle katholischen Studentenverbindungen Österreichs zu einem eigenen österreichischen Cartellverband zusammenzuschließen.
In den Jahren 1886 und 1888 kam es zu zwei weiteren katholischen Verbindungsgründungen an österreichischen Hochschulen. In Prag entstand die Ferdinandea und in Graz die Carolina. Mit diesen zwei Verbindungen konnte man schließlich am zweiten österreichischen Katholikentag 1889 Übereinstimmung hinsichtlich der Konstituierung eines österreichischen Cartellverbandes festlegen, der 1. ÖCV fand jedoch schon 1895 sein Ende.
Die Austria Wien versuchte nun eine Wiedererrichtung des ÖCV durch Schaffung neuer Verbindungen aus den eigenen Reihen. So kam es 1898 zur Gründung der KÖStV Rudolfina Wien, und schon zwei Jahre später entstanden als weitere Tochterverbindungen Austriae Nordgau Wien und Kürnberg Wien. Schon vorher waren die Verhandlungen mit der Innsbrucker Tirolia aufgenommen worden. 1900 kam es zum Abschluss des zweiten österreichischen Cartellverbandes zwischen den Wiener Verbindungen der Austern-Familie und der Tirolia.
Die schwierige Lage der katholischen Studentenschaft besonders an der Wiener Universität machte ein einiges Zusammengehen aller katholischen Verbindungen unbedingt notwendig. Die langjährige Konkurrenz der beiden Cartellverbände wurde daher von vielen als großer Fehler empfunden. Als sich die Krisensituation immer mehr zuspitzte, wurde bei Austria unter dem Zwang der Verhältnisse der Gedanke des Österreichischen Cartellverbandes zugunsten der Schaffung einer Einheit der katholischen Couleurstudenten aufgegeben. Nach langwierigen Verhandlungen wurden Austria und ihre drei Tochterverbindungen 1906 feierlich in den deutschen CV aufgenommen, womit der 2. ÖCV endete.

### 3. ÖCV
Als schließlich der Verbandsführung des CV ein nationalsozialistischer Stableiter vorgesetzt wurde, war ein weiteres Verbleiben der österreichischen Verbindungen im Gesamtverband nicht möglich. Man beschloss, lieber alle Konsequenzen ertragen zu wollen, als die ideellen Fundamente des CV zu verlassen. In einem Brief an den deutschen Vorort wurde schließlich bekanntgegeben, dass die Österreichischen Verbindungen mit Wirkung vom 10. Juli 1933 ihre Abschaltung vom reichsdeutschen CV vorgenommen und sich als eigener Verband zusammengeschlossen haben. Damit war der dritte österreichische Cartellverband gegründet.
In Österreich hatte die schwere Krise bloß zu einer Stärkung des CV Gedankens geführt. Noch 1933 wurde in Wien die erste Cartellversammlung des ÖCV abgehalten. Neue Verbindungen stießen zum Verband, durch die sich bis 1935 die Zahl der ÖCV-Korporationen auf 26 erhöhte. Die politische Spannung nahm inzwischen immer mehr zu. Erneut kam es zu schweren Auseinandersetzungen, die vor allem auf Hochschulboden ausgetragen wurden. Brutale Gewaltakte gegen CVer, die sich in Couleur zeigten, wurden immer häufiger.

### Im Widerstand
Sofort nach dem Bekanntwerden des Einmarsches der deutschen Truppen verfielen die meisten Verbindungshäuser, wie auch jenes der Austria der Plünderung. Bald darauf wurde die Austria wie alle CV-Korporationen behördlich aufgehoben und ihnen jede weitere Tätigkeit strengstens verboten. Eine groß angelegte Verhaftungswelle setzte ein, die auch nicht vor Mitgliedern der Austria Halt machte. Im Geheimen führten die Verbindungen auch nach der offiziellen Auflösung ihren Betrieb weiter. Es wurde rezipiert und geburscht, so dass, wenn auch nur in beschränktem Ausmaß, Nachwuchs vorhanden war. Auch in den Reihen der Austria gab es Widerstandskämpfer, insbesondere die Geheimgruppe Gottfried Lerch, in der einige Mitglieder der Austria aktiven Widerstand gegen das Regime leisteten.

## Rezeption in der Gegenwart
Der Publizist Paul Lendvai erwähnt die Austria Wien in seinem Buch Mein Österreich als neben der Norica Wien, der Bajuvaria Wien und der Nordgau Wien einflussreichsten ÖCV-Verbindung.

## Tochterverbindungen
Die KÖStV Austria Wien gründete zahlreiche Tochterverbindungen:
- 1898: KÖStV Rudolfina Wien im ÖCV
- 1900: KÖHV Nordgau Wien im ÖCV
- 1900: KÖStV Kürnberg Wien im ÖCV
- 1908: KÖStV Aargau Wien im ÖCV
- 1928: KÖHV Sängerschaft Waltharia Wien im ÖCV
- 1908: KÖStV Nibelungia Wien im ÖCV
- 1960: ÖkaV Theresiana Wr. Neustadt im ÖCV
- 1975: AV Austria Sagitta

## Freundschaftsverbindungen
- KÖHV Carolina Graz im ÖCV
- KÖHV Franco-Bavaria Wien im ÖCV
- KÖHV Rheno-Juvavia Salzburg im ÖCV
- KÖHV Rugia Wien im ÖCV
- KDStV Bavaria Berlin im CV
- AV Cheruskia Tübingen im CV
- KDStV Gothia Würzburg im CV
- AKV Alemannia Fribourg

## Bekannte Mitglieder
- Heinrich Abel (1843–1926), „Männerapostel Wiens“, Ordenspriester (SJ)
- Hubert Adolph (1926–2007), Kunsthistoriker
- Anton Bruckner (1824–1896), Komponist
- Franz von Sales Maria Doppelbauer (1845–1908), Bischof von Linz
- Albert Ehrhard (1862–1940), katholischer Priester, Kirchengeschichtler, Patrologe und Byzantinist (Ehrenmitglied)
- Viktor von Fuchs (1840–1921), Präsident des Abgeordnetenhauses des Reichsrates
- Rudolf Gehring (* 1948), Politiker
- Albert Geßmann (1852–1920), k.k. Minister
- Michael Graff (1937–2008), ÖVP-Generalsekretär
- Karl Gruber (1909–1995), Bundesminister, Landeshauptmann von Tirol
- Anton Josef Gruscha (1820–1911), Fürsterzbischof von Wien
- Albert Hochleitner (1893–1964), Landeshauptmann Salzburg
- August Maria Kemetter (1866–1945), Abgeordneter des Abgeordnetenhauses im Reichsrat, Mitglied der Provisorischen Nationalversammlung
- Felix Kern (1892–1955), Politiker, Häftling KZ-Dachau
- Otto Kranzlmayr (1911–1972), Staatssekretär, Widerstandskämpfer gegen den Nationalsozialismus
- Mieczysław Halka Ledóchowski (1822–1902), Erzbischof von Gnesen und Posen
- Aloys Prinz von und zu Liechtenstein (1846–1920), Landeshauptmann Niederösterreich
- Clemens Lothaller (* 1963), öst. Neurochirurg und Kosmonaut
- Siegfried Ludwig (1926–2013), Landeshauptmann Niederösterreich
- Wilhelm Miklas (1872–1956), Bundespräsident
- Ludwig Mooslechner (1910–1945), Arzt, NS-Opfer
- Franz Rehrl (1890–1947), Landeshauptmann Salzburg, Häftling des KZ Ravensbrück
- Franz Joseph Rudigier (1811–1884), Bischof von Linz
- Josef Schwinner (1875–1932), Abgeordneter zum Oberösterreichischen Landtag und Österreichischen Bundesrat
- Franz Seywald (1891–1944), Widerstandskämpfer gegen den Nationalsozialismus
- Leonhard Steinwender (1889–1961), Häftling KZ Buchenwald
- Ignaz Stich (1863–1926), Bibliothekar und Wiener Kommunalpolitiker
- Franz Wilflingseder (1922–1985), Historiker
- Ernst Wirth-Purtscheller (1887–1938), Politiker (VF)